# Paul Jansen
Paul Jansen (* 25. September 1950) ist ein deutscher Beamter im Ruhestand, der zuletzt das Amt eines Ministerialdirektors innehatte.
Jansen studierte Volkswirtschaftslehre an der Universität zu Köln und wurde Mitglied der Kölner Burschenschaft Germania. Nach seinem Diplom wurde er an der Universität Marburg mit einer Dissertation über „Das Inflationsproblem in der Zentralverwaltungswirtschaft“ promoviert.
Seit 1989 war Jansen im Bundesministerium der Verteidigung tätig. Anfang 2008 wurde er zum Leiter der Abteilung Haushalt ernannt, die 2012 durch Verteidigungsminister Thomas de Maizière zur Abteilung Haushalt und Controlling umstrukturiert wurde. Im November 2014 wurde er von Verteidigungsministerium Ursula von der Leyen als Abteilungsleiter in den einstweiligen Ruhestand versetzt.